# Ameriška napoved vojne Italiji
11. decembra 1941, kot odziv na italijansko vojno napoved Združenim državam Amerike ter štiri dni po japonskem napadu na Pearl Harbour, so Združene države Amerike napovedale vojno Kraljevini Italiji. Istega dne nekaj ur pred tem je Amerika napovedala vojno tudi Nacistični Nemčiji.                 

## Besedilo vojne napovedi
Ker je italijanska vlada uradno napovedala vojno vladi in ljudstvu Združenih držav Amerike, sta Senat in Predstavniški dom Združenih držav Amerike v Kongresu sklenila, da se s tem uradno razglasi vojno stanje med Združenimi državami in italijansko vlado, ki je bilo vsiljeno Združenim državam. Predsednika se s tem pooblašča in se mu naroča, da uporabi vse mornariške in vojaške sile Združenih držav in vire Vlade za izvedbo vojne proti vladi Italije in uspešen konec spopada. Kongres Združenih držav jamči za uporabo vseh državnih virov v ta namen. 